# !Kung (llengua)
|  | Aquest article tracta sobre la llengua. Vegeu-ne altres significats a «!Kung (grup humà)». |

La llengua ju, també anomenada !Kung és una de les llengües khoisànides proposades per formar part de la família lingüística kx'a, però l'existència d'aquesta filiació és controvertida. La polèmica sorgeix per dos motius: la dificultat de destriar quan comencen idiomes diferents dins un continu dialectal com el que hi ha al sud del continent africà i la discrepància entre lingüistes sobre si les llengües khoisànides s'agrupen seguint criteris filològics o no són una autèntica família i només una convenció geogràfica.
El ju es parla al desert de Kalahari i les zones adjacents, amb un nombre de nadius al voltant dels 18000. Presenta una enorme varietat interna a causa del nomadisme històric a la regió i així es distingeixen fins a onze dialectes agrupats en tres branques: nord-occidental, central i ju del sud-est, la primera de les quals es pot dividir al seu torn en dos grups: nord i nord-central.
Destaca per la complexitat del sistema fonològic, amb una amplíssim inventari de vocals i consonants i la presència de clics com altres llengües de la regió. És una llengua tonal. Tot plegat fa que la fonologia ju sigui la més complexa del món. És una llengua d'ordre SVO. Morfològicament distingeix en la flexió de nombres segons es tracti d'una persona, un animal o un objecte, existint aleshores tres classes semàntiques de substantius.